# Хенри Ръсел
Хенри Норис Ръсел (на английски: Henry Norris Russell) е американски астроном.

## Биография
Роден е в гр. Ойстър Бей, щата Ню Йорк на 25 октомври 1877 г. Завършва Университета в Принстън.
В периода 1905 – 1947 г. работи там, като през 1911 става професор. През същата година става член на Националната академия на науките на САЩ. През 1912 г. е назначен за директор на астрономическата обсерватория на Принстънския университет. В периода 1922 – 1942 г. едновременно е и сътрудник на обсерваторията „Маунт Уилсън“. През 1947 г. напуска Принстън и се премества в Харвардската обсерватория, където работи до 1952 г.
Заедно с Ейнар Херцшпрунг разработва т. нар. диаграма на Херцшпрунг-Ръсел. Тази диаграма дава зависимостта между 2 от видимите характеристики на звездите – мощност на излъчването и температура.
Умира на 18 февруари 1957 година в Принстън на 79-годишна възраст.